# Сапата (болото)
Болото Сапата (ісп. Ciénaga de Zapata, іспанська вимова: МФА: [ˈSjenaɣa ðe saˈpata]) розташований на півострові Сапата в південній провінції Матансас на Кубі, в муніципалітеті Сієнага-де-Сапата. Він розташований менш ніж за 150 кілометрів (93 миля) на південний схід від Гавани.

## Види та збереження
У болоті Сапата понад 900 автохтонних видів рослин, 175 видів птахів, 31 вид плазунів та понад 1000 видів безхребетних. Деякі з найбільш помітних — місцеві ендеміки Куби; для птахів — це кубинська кропив'янка, рейка Сапата та горобець Сапата. Болото Сапата також є особливим місцем проживання колібрі-бджіл, найменшого виду птахів на планеті. Болото Сапата також відвідують 65 видів птахів під час міграції з Північної Америки через Кариби до Південної Америки. Сапата також відоме місцевим ендемічним кубинським крокодилом (Crocodylus rhombifer), який обмежений болотом Сапата і знову вводиться в сусіднє болото Ланьє на острові Молоді (ісп. Isla de la Juventud). Симпатичний американський крокодил (Crocodylus acutus) також трапляється в болоті Сапата, і відбувається гібридизація між двома видами, що підтверджується існуванням кубино-американського гібриду, який був знайдений на півострові Юкатан у Мексиці після міграції з болота.

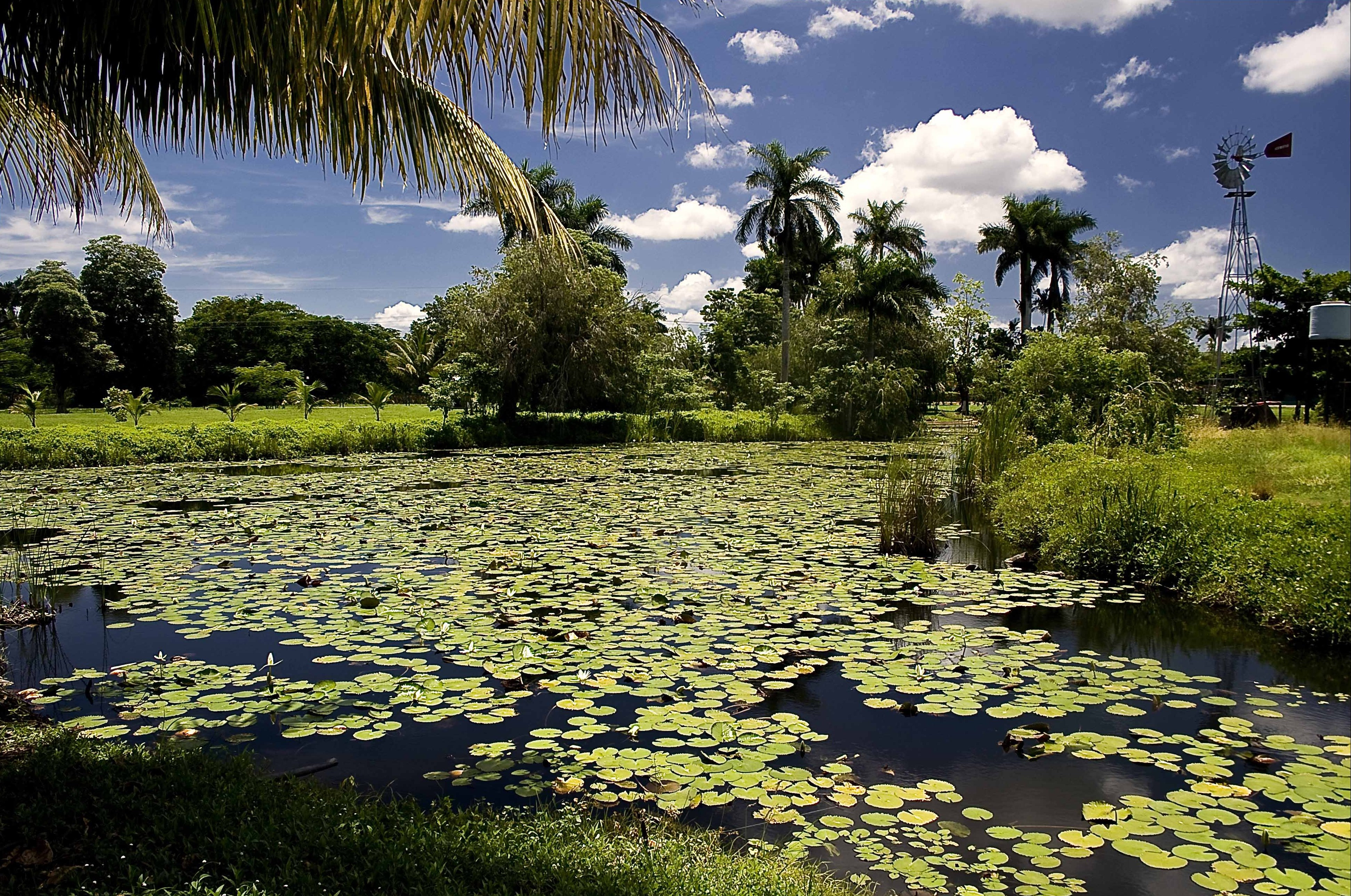
Болото має густе середовище проживання

У межах болота Сапата є численні території, призначені для збереження навколишнього середовища, такі як природний заповідник Сапатське болото та заповідник дикої природи Лас-Салінас, який є частиною більшого біосферного заповідника Сієнага-де-Сапата (категорія VI МСОП), загалом понад 6000 км² і найбільша заповідна територія не тільки на Кубі, а й у Карибському басейні. Болото відоме не тільки своїми розмірами, але й найкраще збереженими водно-болотними угіддями на всіх Антильських островах, визнаними Рамсарською конвенцією про водно-болотні угіддя у 1971 р. як «водно-болотні угіддя міжнародного значення». У середині 2001 р. додатково 4,520 км² були оголошені Рамсарською зоною в середині 2001 року.

## Географія
Болото Сапата лежить між 22°01' і 22°40' с.ш. широтою і між 80°33' і 82°09' з.д. довготою. Загалом болото займає більше одного мільйона акрів (4000) км²). Топографічно, висота максимально над рівнем моря становить лише близько 10 метрів із глибиною у верхній нижче рівні моря в прибережних зонах таким чином: 2 метра у солончакової області та від 1–600 метрів у прибережній зоні моря. У період із травня по жовтень, найтепліший сезон року, середня температура становить 30 °C (86 °F). У період із листопада по квітень, найхолоднішої пори року, температура в середньому становить 20 °C (68 °F).

## Галерея

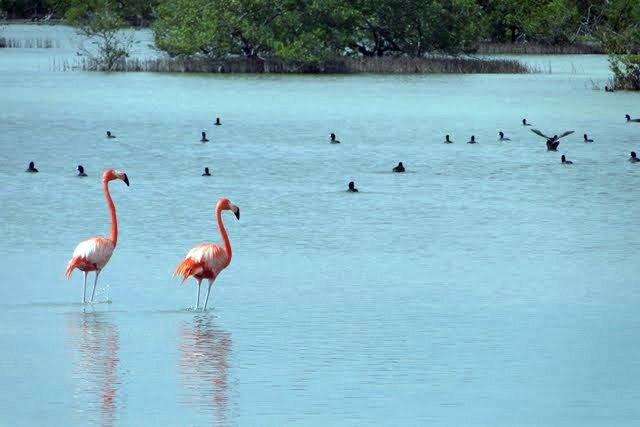
Американські фламінго в Сапаті
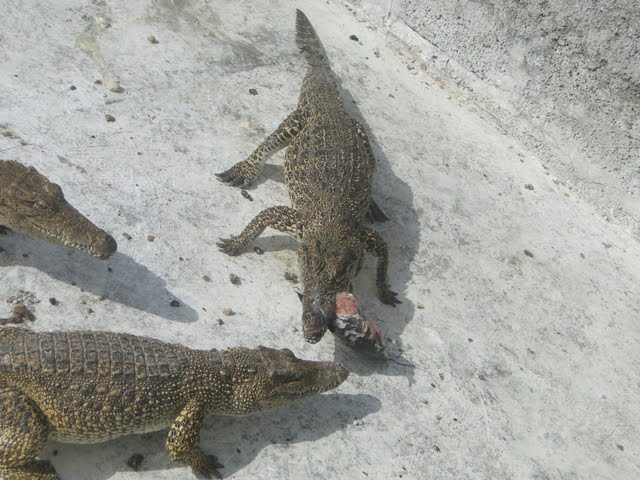
Ферма крокодилів у Сапаті
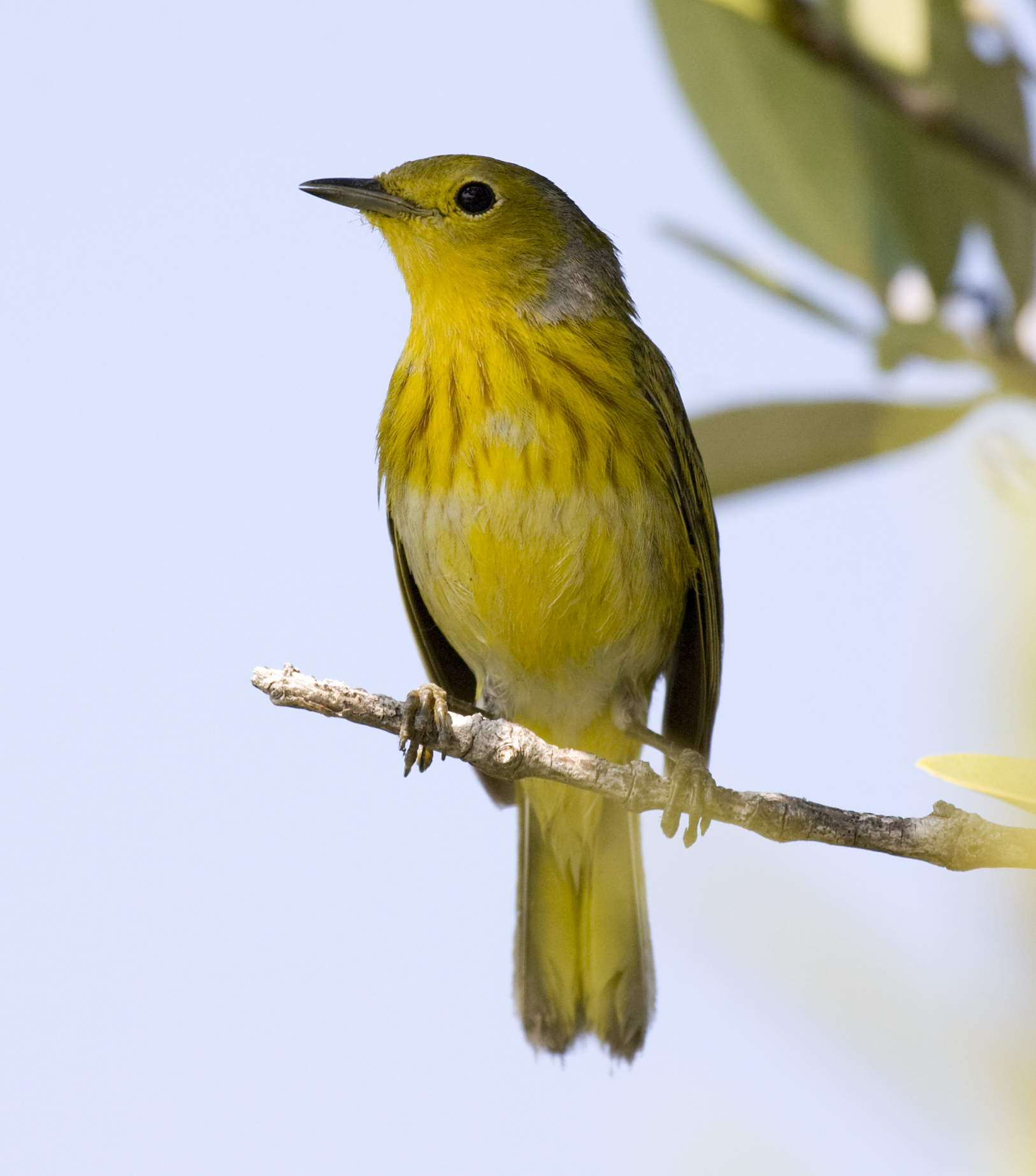
Жовта чавка в Сапаті
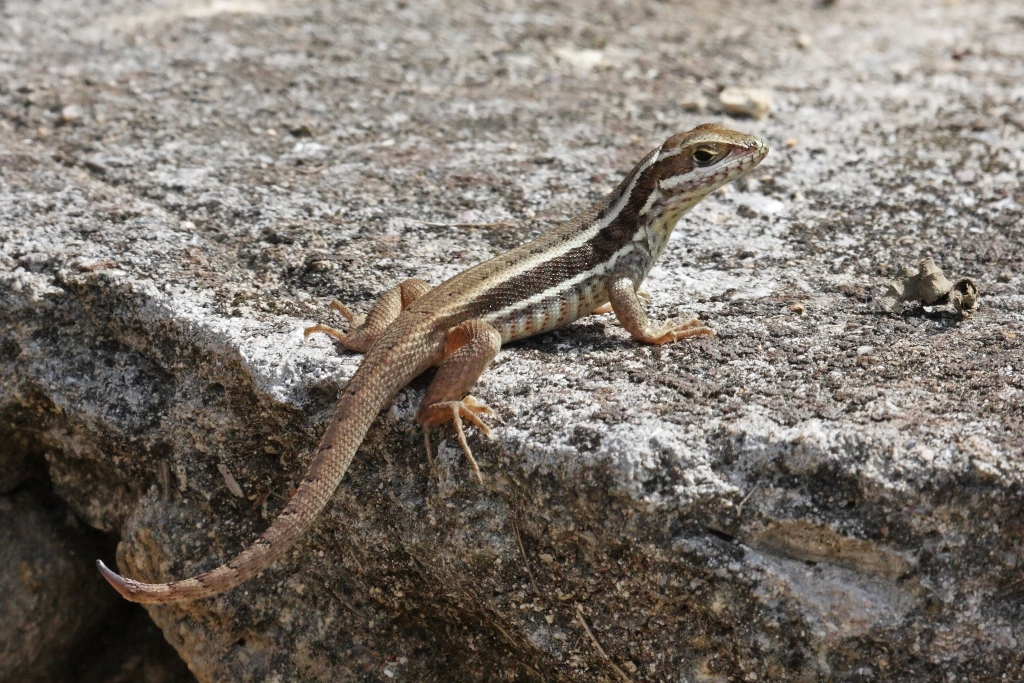
Кубинський коричневий завиток у Сапаті
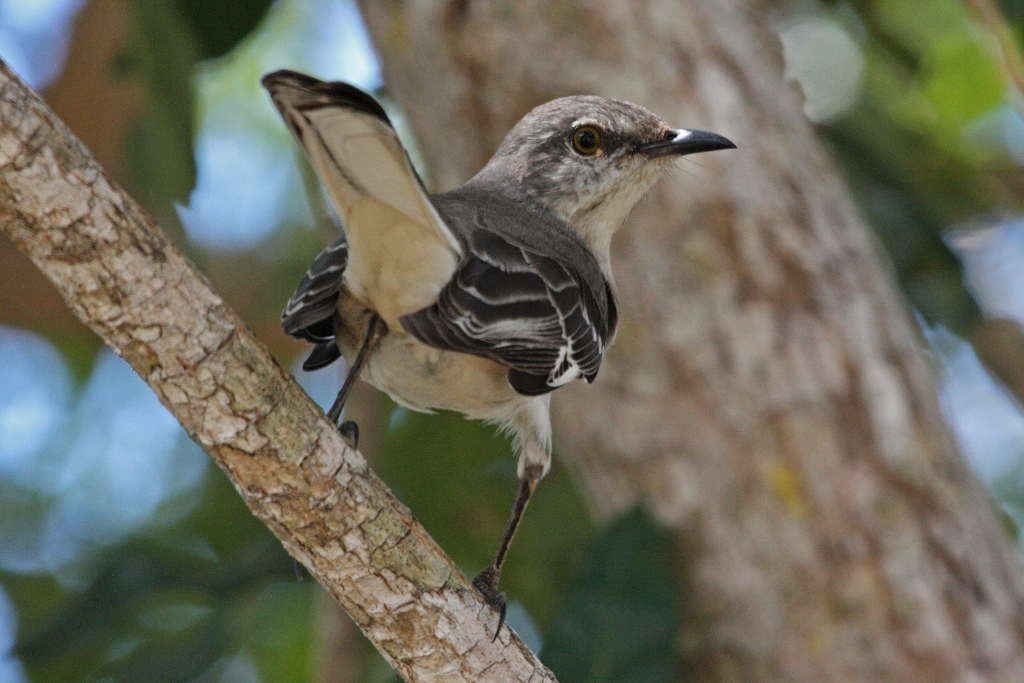
Північний пересмішник у Сапаті
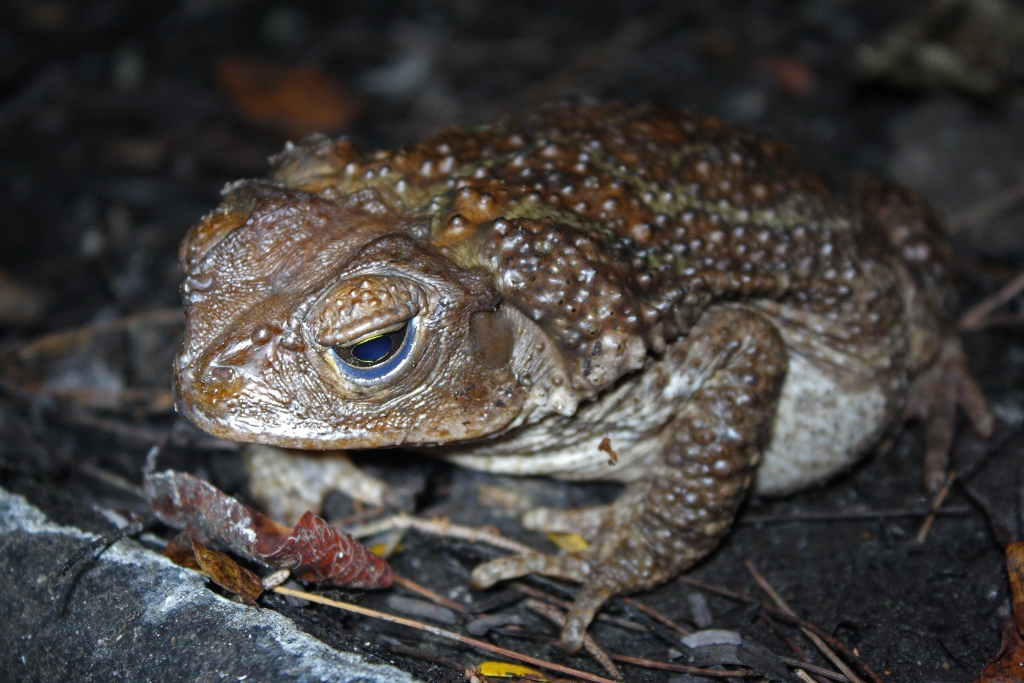
Східна гігантська жаба